# Pulitzer-Preis 1958
Der Pulitzer-Preis 1958 war die 42. Verleihung des renommierten US-amerikanischen Literaturpreises. Es wurden Preise in 14 Kategorien im Bereich Journalismus und dem Bereich Literatur, Theater und Musik vergeben.
Die Jury des Pulitzer-Preises bestand aus 18 Personen, unter anderem Joseph Pulitzer, Enkel des Pulitzer-Preis-Stifters und Herausgeber des St. Louis Post-Dispatch und Grayson Kirk, Präsident der Columbia-Universität.

## Preisträger
| Kategorie                                                                     | Preisträger                                       | Begründung |
| ----------------------------------------------------------------------------- | ------------------------------------------------- | --- |
| Dienst an der Öffentlichkeit (Public Service)                                 | Arkansas Gazette                                  | Preis verliehen für die Demonstration höchster journalistischer Verantwortung und Courage angesichts der großen Spannungen in der Schulintegrationskrise 1957.               |
| Lokale Berichterstattung, zeitnahe Ausgabe (Local Reporting, Edition Time)    | Mitarbeiter des Fargo Forum                       | Preis verliehen für die Berichterstattung über die Verwüstungen eines Tornados in Fargo und die Veröffentlichung einer Tornadoausgabe innerhalb von fünf Stunden.            |
| Lokale Berichterstattung, ohne Ausgabezeit (Local Reporting, No Edition Time) | George Beveridge, The Evening Star                | Preis verliehen für Serie von Artikeln unter dem Titel Metro, City of Tomorrow, die die städtischen Problem von Washington zeigt.                                            |
| Berichterstattung im Inland (National Reporting)                              | Clark Mollenhoff, Des Moines Register and Tribune | Preis verliehen für die beharrliche Berichterstattung über Arbeitskämpfe. |
| Berichterstattung im Inland (National Reporting)                              | Relman Morin, Associated Press                    | Preis verleihen für seinen Augenzeugenbericht über die Gewalt am 23. September 1957 während der Integrationskrise an der Central High School in Little Rock.                 |
| Auslandsberichterstattung (International Reporting)                           | Mitarbeiter der The New York Times                | Preis verliehen für die Berichterstattung aus dem Ausland im Laufe des Jahres.                                                                                               |
| Leitartikel (Editorial Writing)                                               | Harry S. Ashmore, Arkansas Gazette                | Preis verliehen für den Leitartikel über die Schulintegrationskrise in Little Rock.                                                                                          |
| Karikatur (Editorial Cartooning)                                              | Bruce M. Shanks, Buffalo Evening News             | Preis verliehen für die Karikatur mit dem Titel The Thinker. |
| Fotografie (Photography)                                                      | Mitarbeiter der New York Daily News               | Preis verliehen für die Fotografie Faith and Confidence, die einen Polizisten zeigt, der mit einem Jungen diskutiert, der während einer Parade die Straße überqueren möchte. |

| Kategorie                                                   | Preisträger                                                                                                   |
| ----------------------------------------------------------- | --- |
| Belletristik (Fiction)                                      | A Death In The Family (dt. Titel: Ein Schmetterling flog auf und Ein Todesfall in der Familie) von James Agee |
| Theater (Drama)                                             | Look Homeward, Angel (dt. Titel: Schau heimwärts, Engel) von Ketti Frings                                     |
| Geschichte (History)                                        | Banks and Politics in America von Bray Hammond                                                                |
| Biographie oder Autobiographie (Biography or Autobiography) | George Washington, Band I-VII von Douglas Southall Freeman mit John Alexander Carroll und Mary Wells Ashworth |
| Dichtung (Poetry)                                           | Promises: Poems 1954–1956 von Robert Penn Warren                                                              |
| Musik (Music)                                               | Vanessa von Samuel Barber                                                                                     |

1. ↑  Freeman starb 1953, der VII. Band wurde von Carroll und Ashworth fertig gestellt. Das Preisgeld ging an Freeman.